# Ludvika högre allmänna läroverk
Ludvika högre allmänna läroverk var ett läroverk i Ludvika verksamt från 1913 till 1968.

## Historia
1910 bildades Ludvika läroverk som 1913 ombildades till en kommunal mellanskola samt mellan 1930 och 1933 omvandlades till en samrealskola.
1962 tillkom ett gymnasium och därefter benämndes skolan Ludvika högre allmänna läroverk. Skolan kommunaliserades 1966 och skolan namnändrades vid den tiden till Högbergsskolan.  Studentexamen gavs från omkring 1947 till 1968 och realexamen från 1914 till slutet av 1960-talet.
En ny skolbyggnad tillkom 1959. 